# Arrába (Izrael)
Arrába nebo Arraba též Arraba Batuf (hebrejsky עַרָבָּה‎ nebo עראבה‎, arabsky عرّابة‎, v oficiálním přepisu do angličtiny Arrabe) je místní rada (malé město) v Izraeli, v Severním distriktu.

## Geografie
Leží v nadmořské výšce 237 m v pahorkatině v Dolní Galileji, na jižním okraji údolí Bik'at Sachnin, v místech kde do údolí svažuje vysočina Harej Jatvat s horami Har Avtaljon a Har ha-Achim. Severně od vesnice se terén svažuje do vlastního údolí, do kterého přitéká po východním okraji města vádí al-Chasin, po západní straně vádí Nachal Chanina.
Město se nachází přibližně 100 km severovýchodně od centra Tel Avivu a 33 km severovýchodně od centra Haify, v hustě osídleném pásu, přičemž osídlení v tomto regionu je etnicky smíšené. Vlastní Arrábu obývají izraelští Arabové. Arabské je i sousední větší město Sachnín. Židovské osídlení je zastoupeno rozptýlenou sítí menších vesnic v rámci oblastní rady Misgav.
Arrába je na dopravní síť napojena pomocí lokální silnice číslo 805 (směr Sachnin a Dejr Channa) a číslo 804 (směr k severu k aglomeraci okolo města Karmiel).

## Dějiny
Arrába stojí na místě starověkého židovského města Arav (ערב) z doby Druhého chrámu, připomínaného i v Talmudu. Město bylo zničeno v první židovské válce v 1. století našeho letopočtu. Později se stalo v byzantském období křesťanským sídlem. Ve středověku byla obec osídlena Araby. Podle tradice zde byl pohřben středověký rabín Chanina ben Dosa (חנינא בן דוסא‎). V roce 1968 byly v obci odkryty pozůstatky kostela s byzantskou mozaikou. V 18. století zde bylo sídlo Dahera el-Omara – místního muslimského vládce.
Arrába byla dobyta izraelskou armádou v rámci operace Chiram během války za nezávislost v říjnu roku 1948. Vesnice pak na rozdíl od mnoha jiných arabských obcí dobytých Izraelem nebyla vysídlena a zachovala si svůj arabský ráz. V roce 1965 byla vesnice Arrába povýšena na místní radu (malé město). V roce 1976 byla obec dějištěm násilných demonstrací místních obyvatel proti konfiskacím půdy ve prospěch židovského osidlování regionu. Výročí jejich potlačení bývá pravidelně připomínáno v rámci takzvaného Dne půdy (Land Day).
Většina obyvatel za prací dojíždí mimo obec.

## Demografie
Arrába je zcela arabským městem. Podle údajů z roku 2005 tvořili arabští muslimové 98,7 % populace. Existuje tu i drobná komunita arabských křesťanů. Jde o středně velkou obec městského typu s dlouhodobě rostoucí populací. K 31. prosinci 2015 zde žilo 24 100 lidí.
| Rok            | 1922 | 1931  | 1945  | 1948  | 1949  | 1955  | 1961  | 1972  | 1980  | 1983  | 1990   | 1993   | 1994   | 1995   | 1996   | 1997   | 1998   | 1999   | 2000   |
| -------------- | ---- | ----- | ----- | ----- | ----- | ----- | ----- | ----- | ----- | ----- | ------ | ------ | ------ | ------ | ------ | ------ | ------ | ------ | ------ |
| Počet obyvatel | 984  | 1 224 | 1 800 | 2 172 | 2 050 | 2 900 | 3 700 | 6 100 | 9 000 | 9 500 | 12 100 | 13 400 | 13 800 | 14 300 | 14 700 | 15 200 | 15 800 | 16 200 | 16 800 |

| Rok            | 2001   | 2002   | 2003   | 2004   | 2005   | 2006   | 2007   | 2008   | 2009   | 2010   | 2011   | 2012   | 2013   | 2014   | 2015   |
| -------------- | ------ | ------ | ------ | ------ | ------ | ------ | ------ | ------ | ------ | ------ | ------ | ------ | ------ | ------ | ------ |
| Počet obyvatel | 17 400 | 17 900 | 18 500 | 19 100 | 19 600 | 20 100 | 20 600 | 21 084 | 21 158 | 21 700 | 22 200 | 22 800 | 23 000 | 23 500 | 24 100 |